# Hammerklaver
Hammerklaver er en ældre betegnelse for instrumenter med strenge, der anslås af hamre. I dag anvendes det bl.a. om de tidlige flygler og taffelklaverer, der typisk ikke havde en repetitionsmekanisme. Det første instrument blev bygget af italieneren Bartolomeo Cristofori i 1720.
- Wikimedia Commons har flere filer relateret til Hammerklaver